# شهرستان خب والشعف
خب والشعف (به عربی: خب والشعف، Khabb wa ash Sha'af District) یک ناحیه شهری در استان جوف، یمن است که بر اساس سرشماری سال ۲۰۰۳، جمعیت آن ۲۸۰۱۹۱ نفر بوده‌است.
این منطقه بزرگترین ناحیه استان الجوف از نظر جمعیت و مساحت است، اما کمترین تراکم جمعیت را دارد. ۸۲ درصد از کل مساحت استان الجوف را تشکیل می دهد.